# 용산초등학교 (전남)
용산초등학교는 대한민국 전라남도 장흥군 용산면 접정리에 있는 공립 초등학교이다.

## 학교 연혁
- 1926년 9월 1일 남상공립보통학교 개교
- 1938년 4월 1일 용산공립심상소학교로 개칭
- 1941년 4월 1일 용산공립국민학교로 개칭
- 1946년 6월 1일 용산국민학교로 개칭
- 1995년 3월 1일 계산국교 남포분교장 통합(舊 용산동국민학교)
- 1996년 3월 1일 용산초등학교로 개칭
- 1996년 3월 1일 관지분교장 통합(舊 용산남국민학교)
- 2005년 3월 1일 계산초등학교 통합
- 2019년 9월 1일 제28대 교장 강경자 부임

## 학교 상징
- 교화 - 철쭉 : 서로 아끼고 돕는 사랑의 꽃
- 교목 - 팽나무 : 수세가 강건하고 평온한 기상
- 교색 - 녹색 : 평화와 희망을 안겨줌

## 참고 자료
- 용산초등학교 - 한국교육학술정보원 학교알리미